# Badersleben

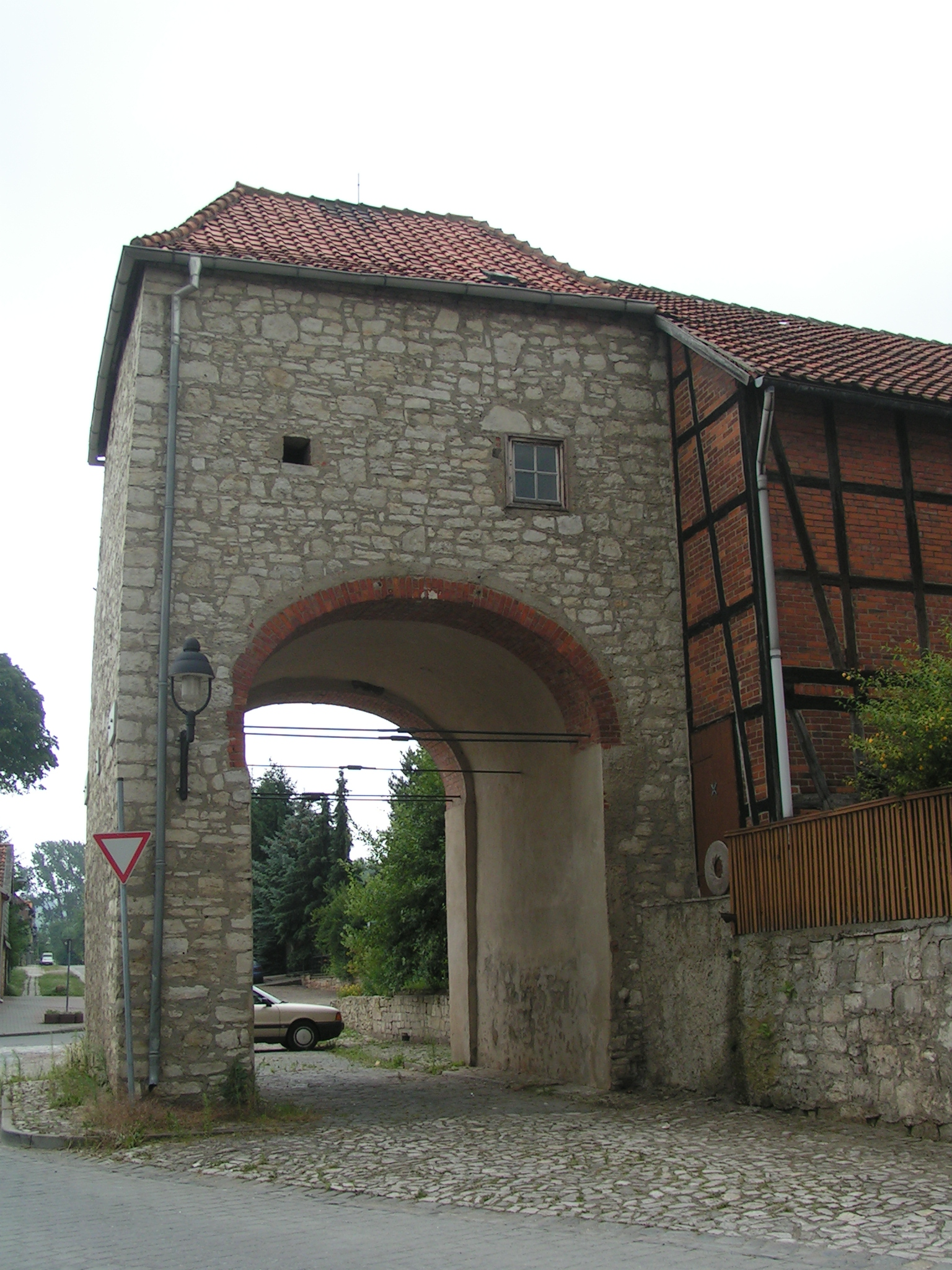
Sudentor

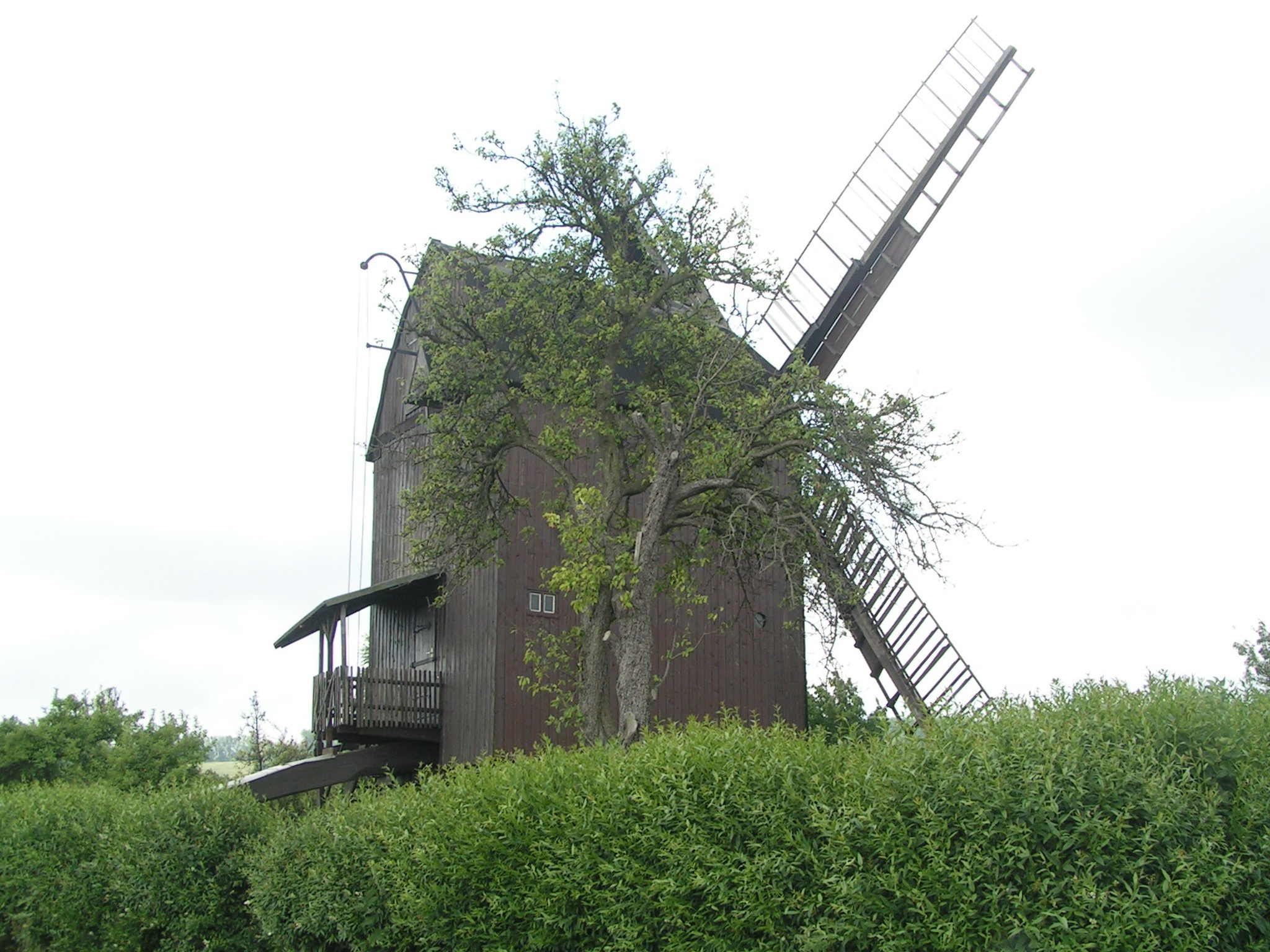
Bockwindmühle

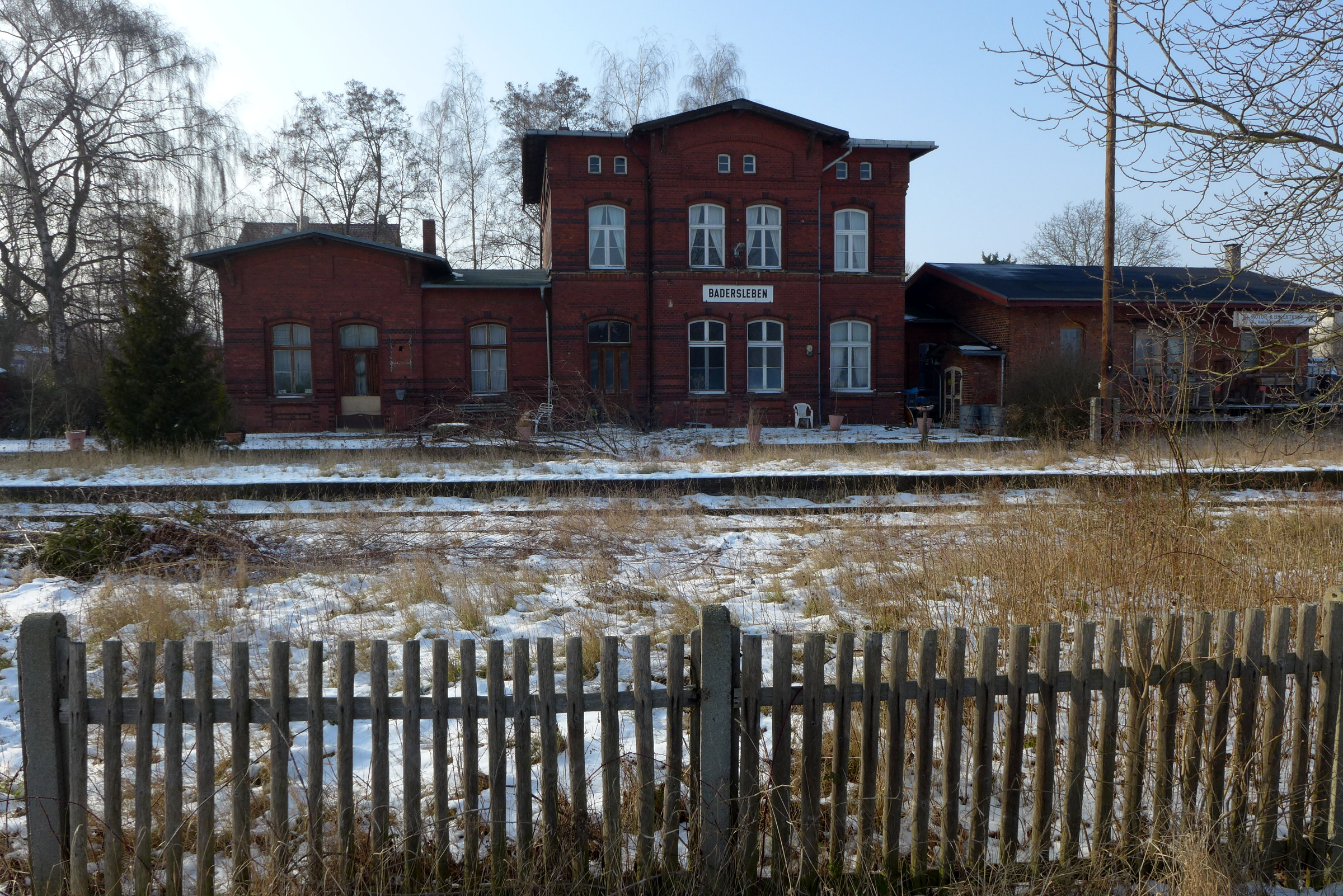
Bahnhof Badersleben

Badersleben (plattdeutsch Barslewwe) ist ein Ortsteil der gleichnamigen Ortschaft der Einheitsgemeinde Huy im Landkreis Harz in Sachsen-Anhalt (Deutschland).

## Geografie
Badersleben liegt am Nordabhang des Huy am Marienbach, im weitesten Sinne im nördlichen Harzvorland.

## Geschichte
Ursprünglich Stadt, wurde das Stadtrecht im 18. Jahrhundert gegen das Recht, Apothekenstandort zu sein, mit Dardesheim getauscht.
Urkundlich erstmals 1084 erwähnt als „Badeslewa“, weisen die in der Gemarkung befindlichen bronzezeitlichen Grabhügel, eine mittelalterliche Gerichtsstätte und Grenzsteine auf eine wesentlich längere Besiedlung hin. Eine Ringmauer mit vier Tortürmen, von denen heute noch zwei erhalten sind, umschloss einst den Ort, der bereits 1479 als befestigter Platz bezeichnet wird. Im gleichen Jahr verkaufte das Kloster Huysburg seinen Klosterhof in Badersleben an die Nonnen des durch eine Feuersbrunst zerstörten Klosters Marienthal in Eldagsen. Der Name übertrug sich auf das Kloster in Badersleben: Marienbek oder Marienspring.
Im Zuge der Säkularisation wurde das Kloster 1810 von der westfälischen Regierung auf Weisung Jérôme Bonapartes aufgelöst. 1835 kaufte Gustav von Gustedt aus Dardesheim das Kloster mit zugehörigem Land und gründete hier 1846 eine Ackerbauschule. Diese erlangte schnell einen exzellenten Ruf und zog unzählige Wissbegierige aus aller Herren Ländern an, bis sie 1939 geschlossen wurde. Heute befindet sich in den restaurierten Gebäuden in einem Flügel die „Grundschule Albert Klaus“ und in dem anderen Flügel nach langem Leerstand seit 2010 eine moderne Wohneinrichtung der „IB-Behindertenhilfe Sachsen-Anhalt“ für Menschen mit geistiger Behinderung.
Am 1. April 2002 bildete die Gemeinde Badersleben zusammen mit den anderen zehn Gemeinden der aufgelösten Verwaltungsgemeinschaft Huy die neue Gemeinde Huy.

## Politik

### Ortschaftsrat
Als Ortschaft der Einheitsgemeinde Huy übernimmt ein so genannter Ortschaftsrat die Wahrnehmung der speziellen Interessen des Ortes innerhalb bzw. gegenüber den Gemeindegremien. Er wird aus sieben Mitgliedern gebildet.

### Bürgermeister
Als weiteres ortsgebundenes Organ fungiert der Ortsbürgermeister, dieses Amt wird zurzeit von Olaf Beder wahrgenommen.

### Wappen
| | Blasonierung: „Geviert; Feld 1 und 4: in Silber eine stilisierte Rose mit goldenen Kelchblättern und goldener Samenkapsel, Feld 2: in Rot ein silberner Pflug, Feld 3: in Rot ein silbernes Wassermühlenrad.“ |
| Wappenbegründung: Die Farben des Ortes sind Weiß (Silber) - Rot. Das Wappen ist das Redesign der seit langen Jahrzehnten gebräuchlichen, bisher nicht bestätigten Wappen- bzw. Siegeldarstellung. Die Quadrierung von Silber und Rot erinnert an die Zugehörigkeit zum ehemaligen Bistum Halberstadt. Zu Badersleben gehörten damals die beiden Pfarreien Hornburg und Osterwieck. Beide führen in ihrem Stadtwappen eine heraldische Rose, deshalb die Belegung mit zwei Rosen im Wappen von Badersleben. Auf dem Gelände des Mönchshofes entstand im vorigen Jh. eine Ackerbauschule, die ziemliche Bedeutung erlangte und über 100 Zöglinge hatte. Für diese Schule steht symbolisch der Pflug. Das silberne Wassermühlrad symbolisiert die ehemals 16 Wassermühlen, die durch den Marienbeek angetrieben wurden und die als Gemeindespezifikum bedeutsam für den Broterwerb der Einwohner waren. Das Wappen wurde von der Heraldikerin Erika Fiedler aus Magdeburg gestaltet und am 15. Januar 1996 durch das Regierungspräsidium Magdeburg genehmigt. | |

### Flagge
Die Flagge ist rot – weiß (1:1) gestreift mit dem aufgelegten Ortswappen.

## Kultur und Sehenswürdigkeiten
In Badersleben sind zahlreiche Baudenkmale zu finden, die von der langen Geschichte des Ortes künden: die Klosterkirche mit der Kanzel aus dem Jahre 1575, die evangelische Kirche St. Sixti mit romanischem Turm, das einstige Rathaus aus dem Jahr 1529 und die am Ortsrand gelegene Bockwindmühle.
Sehenswert ist auch ein barocker Dreiseitenhof in der Ortsmitte, in dem sich eine Wassermühle sowie ein Tierarztmuseum befinden. Die nahe gelegene Heimatstube kündet vom Leben der Menschen in vergangenen Zeiten.
Prächtige Bauernhöfe und liebevoll restaurierte Fachwerkhäuser prägen das Ortsbild, gepflegte Plätze, der Klosterpark, eine idyllisch gelegene Badeanstalt sowie eine moderne Mehrzwecksporthalle laden zum Verweilen und zur Ertüchtigung ein.

### Museen
- Tierarztmuseum: Deutschlands erstes Tierarztmuseum liegt in Badersleben.[4]
- Windmühlenmuseum
- Heimatmuseum

### Bauwerke
- Bockwindmühle
- verschiedene Wassermühlen

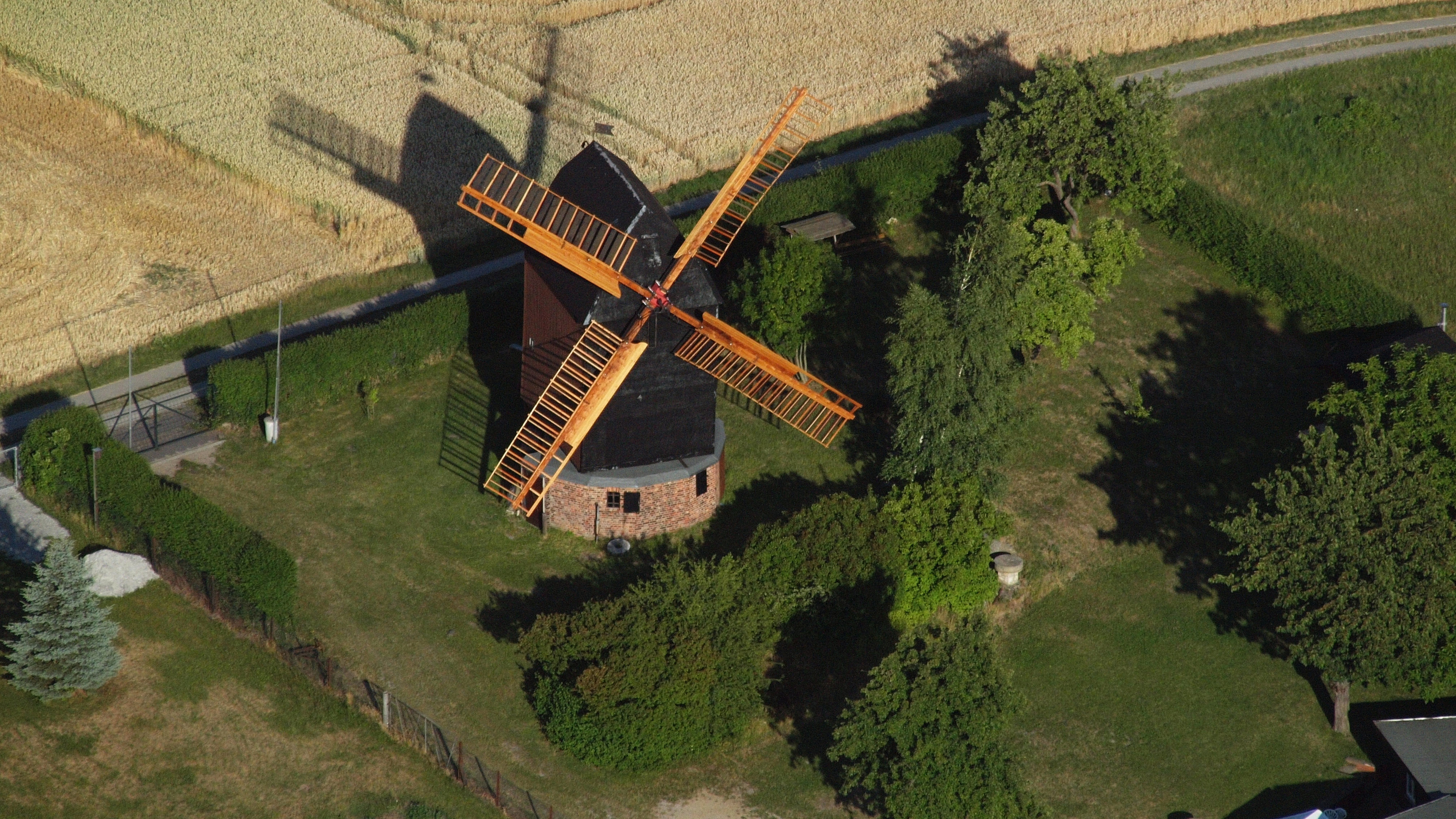
Bockwindmühle, Luftaufnahme (2015)

- Kriegerdenkmal, das schwerpunktmäßig den Gefallenen des Deutsch-Französischen Krieges gewidmet ist
- Spieltorturm
- die verbliebenen Tore: Spieltor und Sudentor
- das deutsche Haus am Marktplatz

#### Kirchen

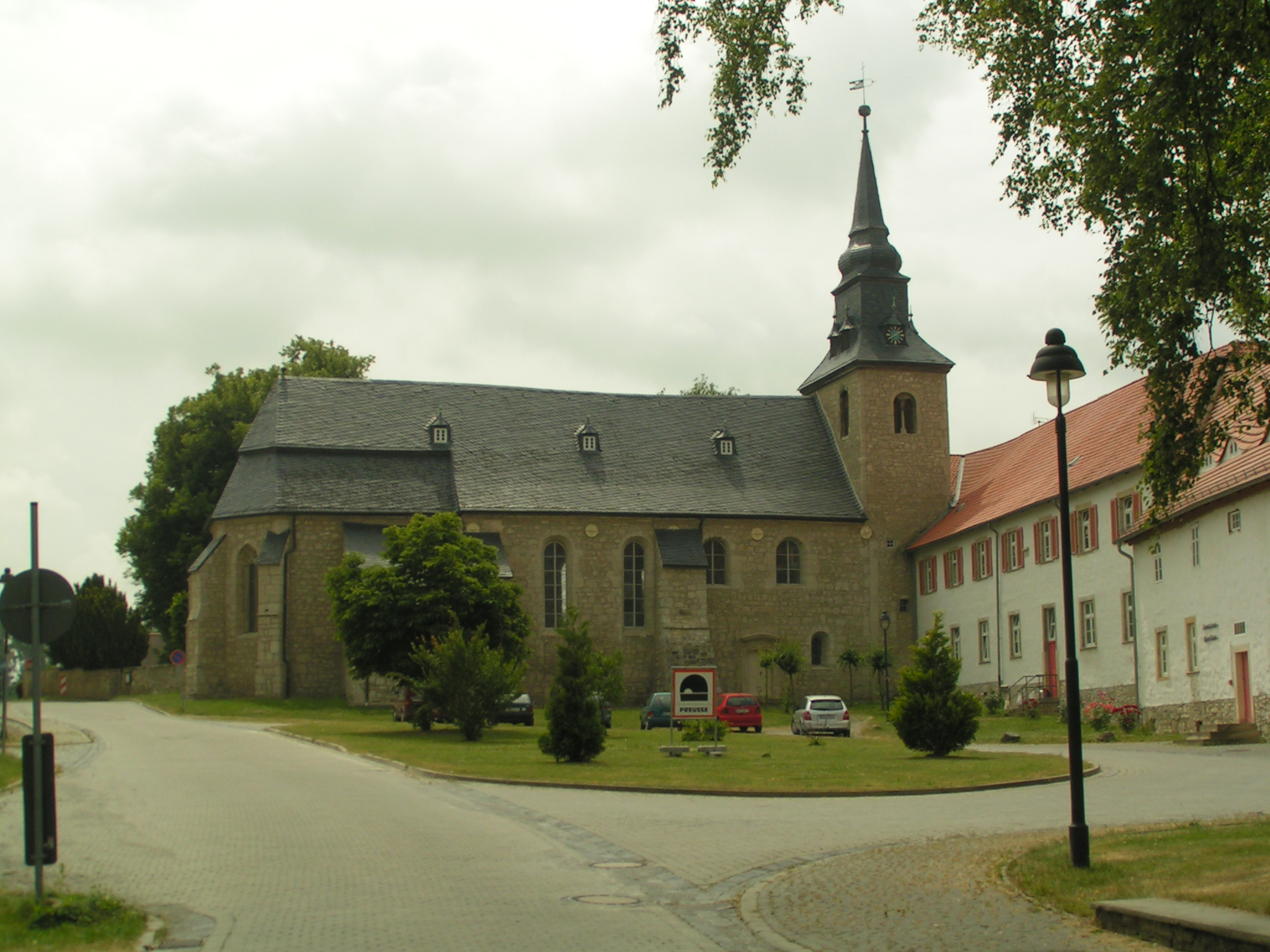
Kirche St. Peter und Paul

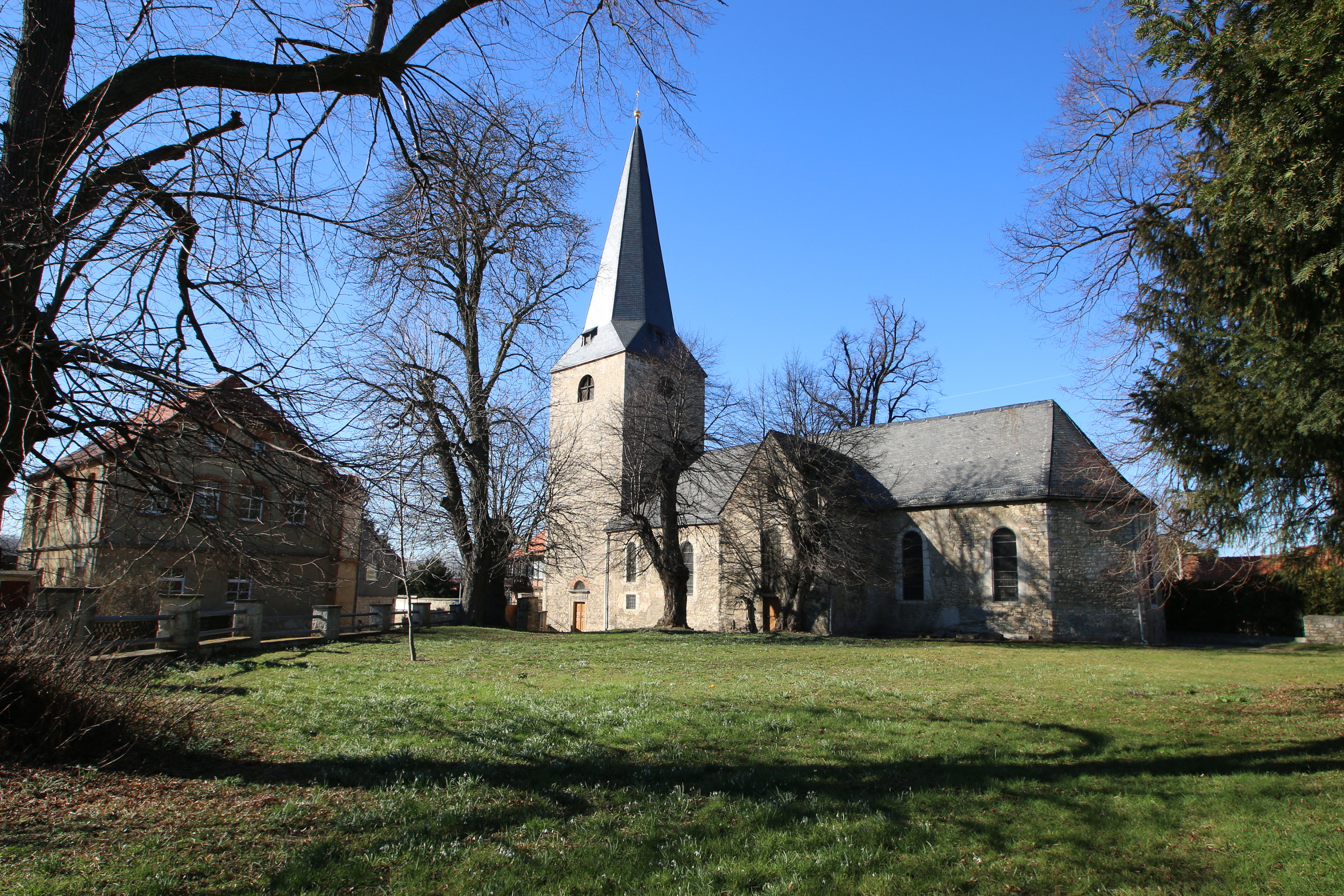
Kirche St. Sixti

Die katholische Kirche St. Peter und Paul, benannt nach den Apostelfürsten Simon Petrus und Paulus von Tarsus, befindet sich am Grandweg. Seit 2009 gehört sie zur Pfarrei St. Benedikt mit Sitz auf der Huysburg im Dekanat Halberstadt des Bistums Magdeburg. Zur Kirchengemeinde gehört auch die gegenüber der Kirche befindliche Kindertagesstätte „Anna Maria“. Im ehemaligen Klostergebäude der Augustinerinnen befinden sich heute eine Grundschule und eine Wohneinrichtung für geistig behinderte Erwachsene.
Die evangelische Kirche St. Sixti befindet sich an der Mönchhofstraße. Ihre Kirchengemeinde gehört zum Kirchspiel „Am Huy“ mit Sitz in Dingelstedt im Kirchenkreis Halberstadt der Evangelischen Kirche in Mitteldeutschland.

### Sport und Freizeit
Badersleben verfügt über ein modernes Bad („Bad am Spring“) sowie über Sportanlagen des örtlichen Sportvereins „FSV Eintracht Badersleben 1920“.
Zu diesen Sportanlagen gehören eine Turnhalle und ein Sportplatz.

### Heimatgedicht
Min Heimatdörp Barslewwe

In dütschen Reich, dä besten Lü’,

wohnt in der Gegend um den Huy,

Da hör’ eck sülwest midde tau,

Darume lowe eck dä sau.

Un wie dä Huy dä beste Wald,

Is ok dä Sprache der Gestalt,

Dat sall meck keiner anders seggen,

Süss segg’ eck einfach: „Dat sind Löggen“!

Dä Grünne will eck garnich wetten,

Hier nutzt kein Utenandersetten.

Un von den Dörpern dä jie seiht

Is’t min, wat immer oben steiht.

Da wohnt’t seck schöne, jeder wett et,

Un wer’t nich wetten well, dä lätt et.

Hier dat eck minen ersten Sprung

In Vaterhus, hier word eck jung,

Hier wuss eck op, hier word eck grot,

Hier finn’eck Rauh, bin eck mal dot.

Un drumme sette eck hiermidde

Min Dörp an allererste Stidde.

Albert Klaus

## Verkehr
Badersleben liegt an der Bundesstraße 244.
Die Anbindung an den öffentlichen Personennahverkehr hat sich in den 1990er Jahren stark verschlechtert: Der Bahnhof Badersleben wurde inzwischen zusammen mit der Bahnlinie stillgelegt und das Gebäude wurde als Gaststätte umfunktioniert. Badersleben ist durch Buslinien der Harzer Verkehrsbetriebe erreichbar.

## Söhne und Töchter des Ortes
- Johann Aeschard (1574–1643), evangelischer Pfarrer und Generalsuperintendent
- Georg Tegetmeyer (1687–1764), Organist und Komponist
- Friedrich Heinrich Roloff (1830–1885), Tierarzt
- Harald Friese (* 1945), Politiker
- Günter Hein (* 1947), Maler und Grafiker